# David J. Richards

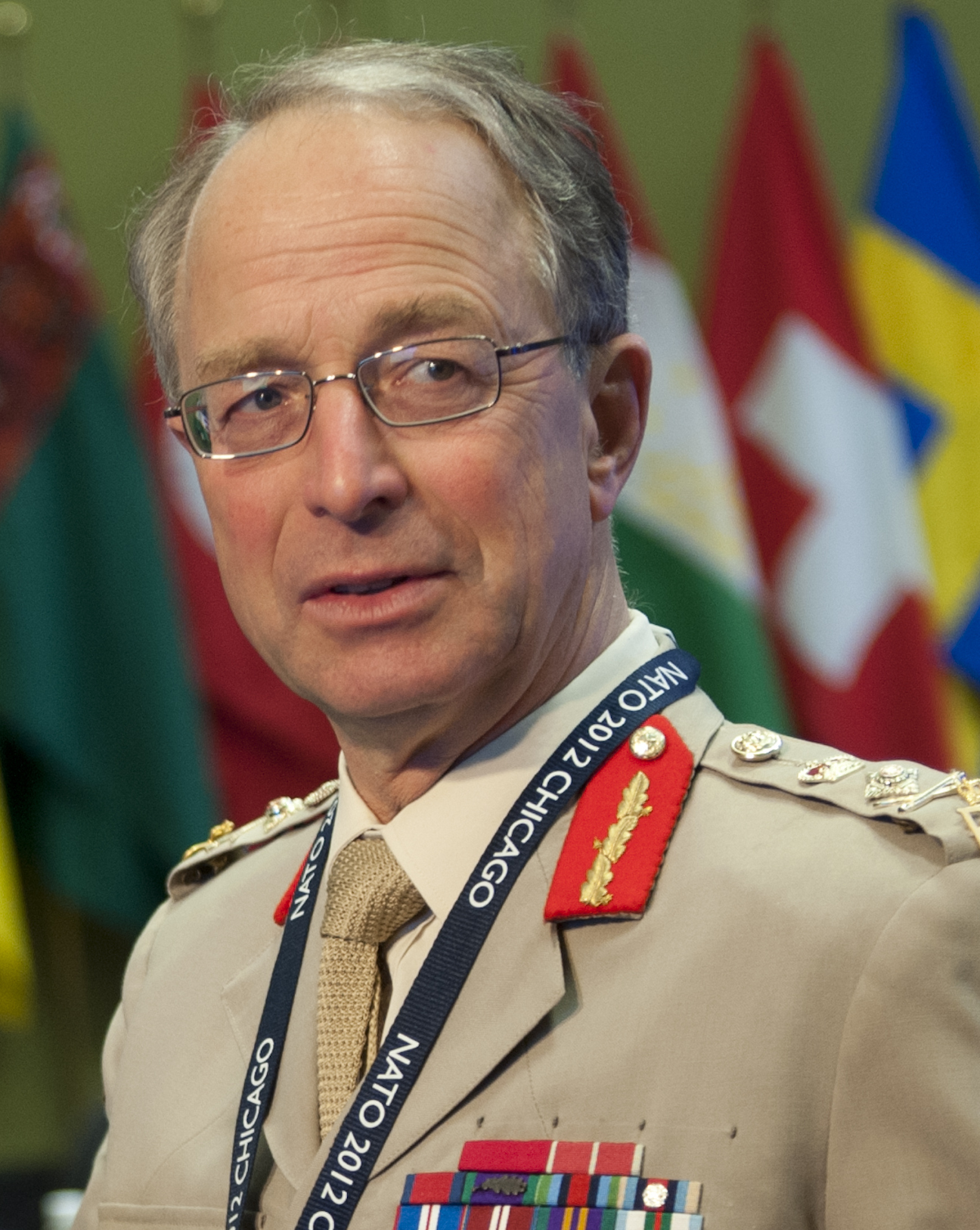
Sir David Richards, 2012

David Julian Richards, Baron Richards of Herstmonceux, GCB, CBE, DSO (* 4. März 1952) ist ein ehemaliger General der Britischen Armee und zurzeit Mitglied des House of Lords.

## Leben
David Richards ging in Eastbourne zur Schule. Er ist verheiratet und hat zwei Kinder.

### Militärische Laufbahn
Im Jahr 1971 begann Richards seine militärische Laufbahn bei der Artillerie. Den Besuch der Cardiff University schloss er 1974 mit einem Titel im Fach Internationale Beziehungen ab. Bei der Artillerie war er im fernen Osten, in Deutschland, UK und Nordirland stationiert. 1974 wurde er Leutnant, 1977 Hauptmann. 1984 besuchte er die Generalstabsakademie in Camberley. Zwei Jahre war er bei der Berlin Brigade. Nach weiteren Beförderungen kam er 1994 an das Verteidigungsministerium des Vereinigten Königreichs. 1995 wurde er Brigadier. 1999 kommandierte er eine Einheit in Osttimor, 2000 in Sierra Leone. Dadurch musste er auch an einer Operation im Bürgerkrieg in Sierra Leone teilnehmen, wobei er Ahmad Tejan Kabbah unterstützte bei der Verteidigung von Freetown gegen die Revolutionary United Front. 2001 übernahm er eine Führungsfunktion im Allied Command Europe Rapid Reaction Corps. Nach weiteren Beförderungen übernahm er von 2006 bis 2007 das Kommando von ISAF. Von 2008 bis 2009 war der Kommandeur der Britischen Landstreitkräfte und von 2009 bis 2010 Chef des Generalstabes. Danach war er von 2010 bis zu seiner Pensionierung im Jahr 2013 Chef des Verteidigungsstabes. Sein Nachfolger in diesem Amt wurde Nicholas Houghton.

### House of Lords
Am 24. Februar 2014 wurde Richards mit dem Titel Baron Richards of Herstmonceux, of Emsworth in the County of Hampshire, als Life Peer in das House of Lords aufgenommen. Er sitzt dort als Crossbencher.

## Auszeichnungen
Für den Einsatz in Nordirland bekam er den Mentioned in Despatches. Für den Einsatz in Osttimor wurde er Commander des Order of the British Empire. Für den Einsatz in Sierra Leone bekam er den Distinguished Service Order. 2002 bekam er von der Königin den Queen Elizabeth II Golden Jubilee Medal. Für den Einsatz in Afghanistan wurde er 2007 als Knight Grand Cross des Order of the Bath in den Ritterstand erhoben. 2008 bekam er von der Königin den Titel Aide-de-camp.  